# Tess of the d'Ubervilles (rose)
Pour les articles homonymes, voir Tess of the d'Ubervilles.
‘Tess of the d'Ubervilles‘ est un cultivar de rosier obtenu par le fameux rosiériste anglais David Austin en 1997 et mis au commerce en 1998. Il doit son nom à l'héroïne du roman de Thomas Hardy, Tess d'Uberville (Tess of the d'Ubervilles en anglais), paru en 1891 et traduit en français en 1901.

## Description
Il s'agit d'un rosier fort vigoureux et rustique s'élevant à 245 cm pour une largeur de 105 cm aux aiguillons crochus et au feuillage semi-luisant vert moyen. 
Ses fleurs d'un beau pourpre sont en forme de coupe très doubles (plus de 41 pétales) et très parfumées aux touches anisées. Sa floraison est bien remontante et sa floribondité généreuse. Les pédoncules sont plutôt souples. 
Sa zone de rusticité est de 6b à 9b ; il résiste donc aux hivers rigoureux.
Il descend d'un croisement ‘The Squire’ avec un semis non révélé.  
Ce rosier fait partie des grands succès internationaux de David Austin au sein de son English Rose Collection. Il est idéal pour de beaux massifs fournis ou des haies pour les parcs et jardins, la couleur éclatante de ses fleurs tranchant avec la verdure environnante. Il peut être palissé en petit grimpant.

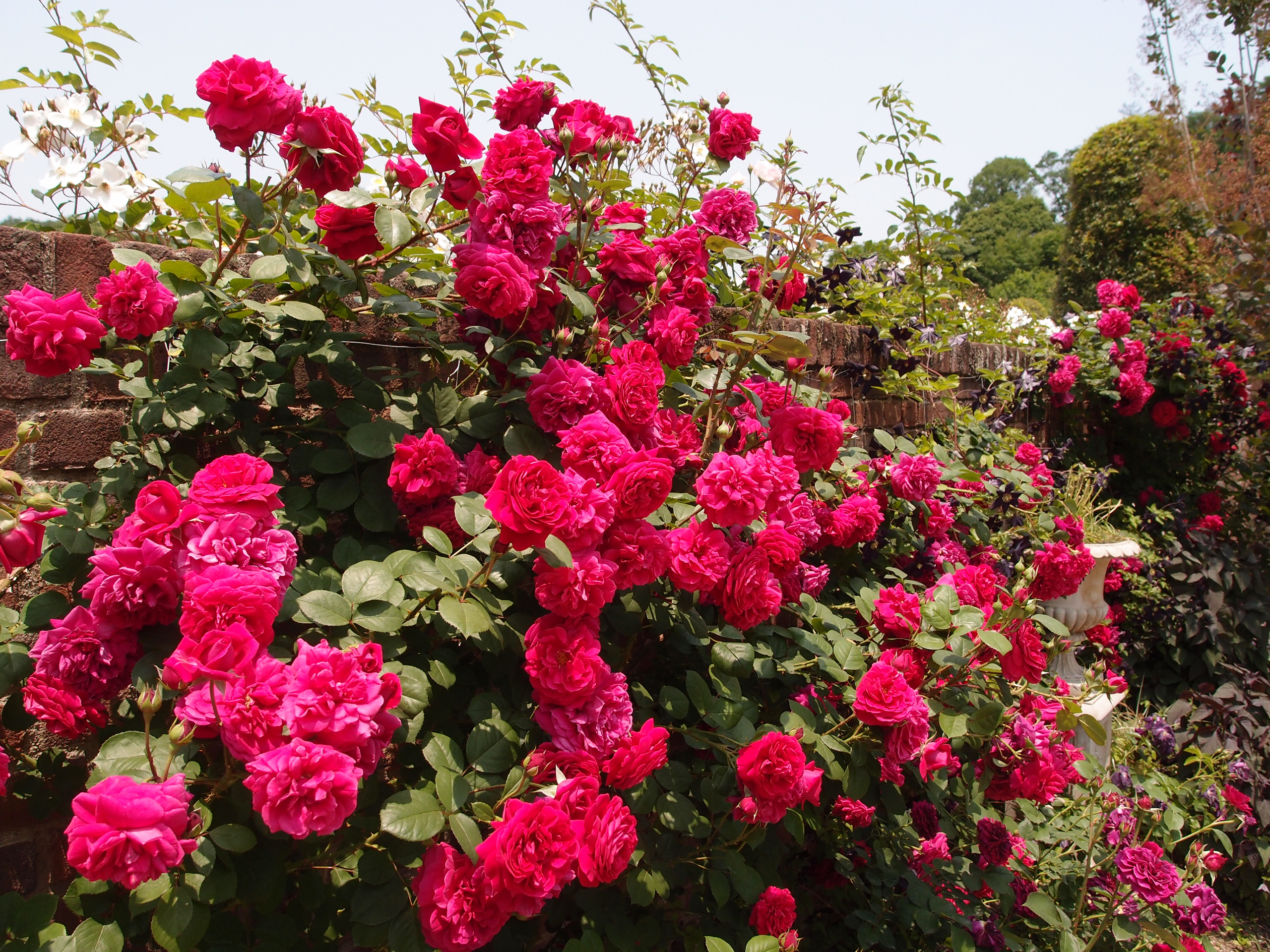
‘Tess of the d'Ubervilles’ au Japon.